# Dino Danelli
Dino Danelli (Jersey City, Nueva Jersey, 23 de julio de 1944 - Nueva York, 15 de diciembre de 2022) fue un músico estadounidense conocido como miembro y baterista original del grupo de rock The Young Rascals. Se le ha calificado como "uno de los grandes bateristas de rock no apreciados de la historia".

## Carrera artística

### Inicio
Nacido en el seno de una familia ítalo-americana en Jersey City (Nueva Jersey), Danelli comenzó siendo un baterista de jazz de varios grupos. Danelli había tocado con Lionel Hampton y, en 1961, tocaba R&B en Nueva Orleans. Regresó a Nueva York en 1962 con una banda llamada Ronnie Speeks & the Elrods. También trabajó en ocasiones con artistas como Little Willie John. Danelli conoció a Eddie Brigati (un cantante de versiones en el circuito local de R&B) y a Felix Cavaliere (un pianista de formación clásica) en 1963. Ese mismo año, Danelli y Cavaliere viajaron a Las Vegas para probar suerte con la banda de un casino. Permanecieron allí hasta principios de 1964, pero luego se aventuraron a volver a la ciudad de Nueva York.

### The Rascals
A finales de 1964, Danelli se asoció con Cavaliere, Brigati y un guitarrista de origen canadiense llamado Gene Cornish para formar The Rascals. Cavaliere y Danelli viajaron a Las Vegas en enero de 1963/64 para respaldar a la cantante Sandu Scott and her Scottys, pero regresaron a Nueva York en febrero de 1964. Ese mes debutaron con los Young Rascals en el Choo Choo Club de Garfield, Nueva Jersey.
Además de tocar la batería (antes de que Cavaliere y Brigati empezaran a componer música original), Danelli y Cavaliere solían buscar nuevo repertorio que el grupo pudiera interpretar. En una entrevista de 1988, dijo que de sus viajes a las tiendas de discos surgieron canciones como "Mustang Sally" y "Good Lovin'". Estuvo con The Rascals durante siete años (1965-72).

### Bulldog
Junto con Cornish, Danelli formó el grupo Bulldog con el bajista Billy Hocher y el tecladista John Turi en 1972 y con su álbum debut de ese mismo año Bulldog (1972) (lanzado por Decca Records) alcanzaron un menor éxito con "No" en las listas de Estados Unidos, su segundo álbum titulado Smasher (lanzado por Buddah Records) de fue de menor éxito y no tuvo muchas ventas y se separaron en 1975.

### Colaboraciones posteriores
Danelli se unió a la Leslie West Band durante un breve periodo de tiempo junto con el bajista Busta Cherry Jones, antiguo miembro de Gang of Four. Después, Danneli y Cornish se unieron al grupo Fotomaker en 1978 (inicialmente con el exmiembro de The Raspberries, Wally Bryson). En 1980, Danelli se unió a Steven Van Zandt como miembro de Little Steven & The Disciples of Soul.
Después de actuar con Cavaliere y Cornish en el concierto del 40 aniversario de Atlantic Records el 14 de mayo de 1988, hubo una breve gira de reunión de The Rascals ese mismo año sin Brigati. Los cuatro miembros originales se reunieron para actuar en su ingreso en el Salón de la Fama del Rock and Roll en 1997 y después, una vez más, el 24 de abril de 2010, para la cena del Kristen Ann Carr Fund en el Tribeca Grill de Tribeca, Nueva York.
En sus últimos años se reunió con sus compañeros de banda. The Rascals se presentó en el Capital Theater de Port Chester, Nueva York, durante seis funciones en diciembre de 2012 y durante quince fechas en el Richard Rogers Theatre de Broadway (del 15 de abril al 5 de mayo de 2013). Su producción, titulada "Once Upon A Dream", lo llevó a realizar una gira por Norteamérica (Toronto, Los Ángeles, Phoenix, Chicago, Detroit, Rochester y Nueva York). Está producida por Steven Van Zandt y su esposa Maureen, aficionados de los Rascals desde hace mucho tiempo.
En 1999, Danelli produjo una serie de temas para la cantautora neoyorquina Roxanne Fontana, que se publicaron en un álbum titulado Love Is Blue en Etoile Records.
Diseñó portadas de discos para The Rascals y Little Steven & the Disciples of Soul.

### Muerte
El compañero de banda Gene Cornish informó el 15 de diciembre de 2022 que Danelli había muerto a los 78 años.

## Discografía[13]

### The Rascals
- 1966: The Young Rascals
- 1967: Collections
- 1967: Groovin'
- 1968: Once Upon a Dream
- 1968: Time Peace: The Rascals' Greatest Hits
- 1969: Freedom Suite
- 1969: See
- 1971: Peaceful World
- 1972: The Island of Real
- 1973: Star Collection
- 1992: Anthology (1965-1972)
- 2001: All I Really Need: The Complete Atlantic Recordings, 1965-1971
- 2007: Greatest Hits
- 2008: Peaceful World/Island of Real
- 2010: Original Album Series

### Bulldog
- 1972: Bulldog (1972)
- 1974: Smasher

### Fotomaker
- 1978: Fotomaker
- 1978: Vis-à-Vis
- 1979: Transfer Station
- 1995: The Fotomaker Collection

### Steven Van Zandt
- 1982: Men Without Women
- 1987: Freedom: No Compromise
- 1989: Revolution
- 2005: Men Without Women/Voice of America

### Como invitado
- Pepper (Pepper),
- 1970: Christmas and the Beads of Sweat (Laura Nyro)
- 1971: By the Grace of God (David Rea)
- 1973: Songs (B. J. Thomas)
- 1974: Live! (April Wine)
- 1975: Destiny (Felix Cavaliere)
- 1975: Stand Back (April Wine)
- 1979: Greatest Hits (April Wine)
- 1983: Rock Rolls On (Michael Bruce)
- 1989: Slam (Dan Reed Network)
- 1993: Celebrate: The Three Dog Night Story, 1965-1975 (Three Dog Night)
- 1997: In My Own Way (Michael Bruce)
- 1997: Stoned Soul Picnic: The Best of Laura Nyro (Laura Nyro)
- 1999: Love Is Blue (Roxanne Fontana)
- 2003: Best of April Wine (April Wine)
- 2011: The Essential Laura Nyro (Laura Nyro)
- 2013: Skydog: The Duane Allman Retrospective (Duane Allman)

### Varios artistas
- Various Artists 100 Greatest 60s: Golden Oldies from the Sixties
- 100 Greatest Soul
- Soulful Mornings
- 1988: Atlantic Hit Singles 1958-1977
- 1997: Poptopia! 70's Power Pop Classics
- 2005: Rhino Hi-Five: Summertime Songs
- 2005: Rhino Hi-Five: Wedding Songs, Vol. 1
- 2012: Soul: The Collection